# Monte Crocetta
Il monte Crocetta sul Col di Grado è una collina morenica situata a pochi passi dal centro di Bassano del Grappa, alla destra del fiume Brenta. Nello specifico il colle fa da confine tra i quartieri Angarano e XXV Aprile. Il suo nome deriva dal fatto che nel suo punto più alto si erge una croce di metallo di color rosso, rivolta verso il centro storico della città, in onore dei caduti.
Attualmente, il monte è proprietà del comune di Bassano ed è un parco naturale ricco di piante e fiori tipici del luogo come ad esempio castagni, alberi da frutta, ulivi, orchidee. 
L'intera collina è segnata da sentieri sia dal lato nord che da quello sud, i quali portano verso la cima, dove si apre uno spiazzo pianeggiante. Al centro della parte superiore del monte si erge un'antica costruzione che un tempo fungeva da torretta di controllo sulla città; ora l'edificio è stato ristrutturato e ospita un Bar, luogo di ritrovo di molti giovani in particolare nel periodo estivo data la sua terrazza esterna da dove si può ammirare il panorama su Bassano. L'accesso per le macchine, invece, è da Strada Rivana che costeggia la parte nord del colle.